# Curitiba Vôlei
O Curitiba Vôlei é uma equipe brasileira de voleibol feminino da cidade de Curitiba, Paraná. Foi campeão da Superliga Brasileira de Voleibol Feminino - Série B em 2018.

## Histórico
O Curitiba Vôlei é um projeto apadrinhado pelos ex-atletas Giba, ex-voleibolista e campeão olímpico, e Gisele Miró, ex-tenista olímpica. Surgiu em agosto de 2016 e, desde então, sob o comando técnico de Clésio Prado e a liderança dentro de quadra da experiente Valeskinha, campeã olímpica em Pequim (2008), com a Seleção Brasileira. 
Do elenco campeão da Superliga B em 2018, continuaram no time para a disputa na primeira temporada na elite do voleibol feminino, além da central e medalhista olímpica Valeskinha, a líbero Ana Eliza Caetano de Camargo (Aninha), a oposta Aline Aparecida Siqueira (Wime), e a central Vivi Góes.
Na temporada 2018/2019 da série A da Superliga, conquistou o 8º lugar e com isso, disputou o playoff da liga pela primeira vez em sua história. Na disputa, enfrentou a equipe do Minas Tênis Clube e foi derrotado por 2 a 0 (sendo a primeira partida vencida pelo Minas Tênis Clube por 3 x 0 e a segunda partida por 3 x 1) na série melhor de 3.  
Na temporada de 2019/2020, novamente a equipe ficou em 8º lugar, dando o direito de novamente disputar o playoff da Superliga. Porém, naquele ano o campeonato foi interrompido, devido a pandemia do Covid-19, e por consenso de todas as equipes, não foi declarado nenhum campeão naquele ano.  

### Títulos
- Superliga B:2018